# Успение Богородично (Патарос)
Вижте пояснителната страница за други значения на Успение Богородично.
„Успение на Пресвета Богородица“ (на гръцки: Κοιμήσεως της Θεοτόκου) е българска възрожденска православна църква в кукушкото село Патарос (Дросато), Гърция, част от Поленинската и Кукушка епархия.
Църквата е изградена в 1857 година, както е отбелязано в надписа над северната външна врата. Църквата е от типа трикорабна базилика – най-популярният на Балканите в последните години на османската власт. На изток има полукръгла апсида със собствен покрив. Църквата има двускатен покрив с триъгълни засеки на източната и западната страна. Зидовете са от камък, като в ъглите са заячени с правоъгълни издялани камъни. Във вътрешността трите кораба се разделят с колонада от четириъгълни дървени стълбове. На западната страна е имало галерия женска църква.
Църквата работи до 1875 година, когато е затворена и до нея е издигната нова църква. Старата е реставрирана в 1999 година и в нея е отворена художествена галерия, в която се излагат копия на византийски и поствизантийски произведения, както и на свъременни гръцки художници.